# San Bruno (Kalifornija)
San Bruno je grad u američkoj saveznoj državi Kalifornija. Prema popisu stanovništva iz 2010. u njemu je živjelo 41.114 stanovnika.